# Richard Daschbach
Richard Daschbach (* Januar 1937 in Pittsburgh, Pennsylvania, Vereinigte Staaten) ist ein US-amerikanischer, ehemaliger römisch-katholischer Priester, der in Oe-Cusse Ambeno, der osttimoresischen Exklave in Westtimor, lebt. Er führte dort bereits während der indonesischen Besatzungszeit seit 1991 ein Kinderheim. 2018 wurden gegen ihn als erstem katholischen Priester in Osttimor Vorwürfe des Kindesmissbrauchs laut. Er wurde abgesetzt und von einem Distriktsgericht zu zwölf Jahren Gefängnis verurteilt.

## Werdegang

### Herkunft und Missionarische Arbeit
Daschbachs Vater war Stahlarbeiter in Pennsylvania. Richard Daschbach war als Mitglied der Steyler Missionare (SVD) gerade Priester geworden, als er 1966 erstmals auf die Insel Timor kam.
Zunächst war er Seelsorger im indonesischen Teil Timors zwischen Kefamenanu und der Grenze zur Kolonie Portugiesisch-Timor, zu der Oe-Cusse Ambeno damals gehörte. 1982, sieben Jahre nach der Besetzung Osttimors durch die Indonesier, ging Daschbach zu Fuß in den Suco Naimeco in Oe-Cusse Ambeno und ließ sich schließlich in Lelaufe als Ortspfarrer nieder. 1988 zog er nach Cutete (Suco Costa), wo er 1991 das Kinderheim Topu Honis Kutet (deutsch Leitfaden für das Leben) gründete. Daschbach spricht fließend Indonesisch und Baikeno, den lokalen Dialekt. Alle seine religiösen Tätigkeiten führte er in Baikeno aus.
Im Herbst 1999 versammelten sich infolge der letzten Gewaltwelle der indonesischen Sicherheitskräfte in Cutete 5000 Flüchtlinge. Bei Zusammenstößen zwischen Bewohnern von Cutete und der pro-indonesischen Miliz Sakunar wurden mehrere Menschen getötet. In dieser Zeit erwarb sich Daschbach den Ruf, ein starkes „Lulik“ zu besitzen, die heilige Macht, an die Timoresen traditionell glauben. Ein Grund dafür war, dass er Neuankömmlinge in Cutete mit Wasser und Lebensmittel versorgen ließ. Während einige von göttlicher Fügung sprachen, berichteten andere, Daschbach habe bereits vor dem Unabhängigkeitsreferendum am 30. August Vorräte zu bunkern begonnen.
Daschbach führte seine Arbeit später in Oe-Cusse Ambeno fort. Im Jahr 2000 lebten in dem von ihm betreuten Heim 35 Jungen und Mädchen, 2004 waren es über 100. Auch Frauen, die vor häuslicher Gewalt flohen, fanden in dem Heim eine Unterkunft. In Mahata (Suco Costa) wurde für ältere Kinder eine Zweigstelle des Heims eröffnet, damit sie dort die Sekundarschule besuchen konnten. Finanziert wurde die Arbeit mit Spendengeldern aus Osttimor, Australien, Japan und den Vereinigten Staaten.

### Missbrauchsvorwürfe
Im März 2018 wurde Daschbach beschuldigt, Kinder aus seinem Heim missbraucht zu haben. Ihm wurde noch im selben Jahr das Priesteramt entzogen, nachdem er in einem Brief am 15. März 2018 an die SVD den Missbrauch von Minderjährigen zwischen 1991 und 2012 eingestanden hatte. Er schrieb: „Es ist mir unmöglich, mich auch nur an die Gesichter vieler von ihnen zu erinnern, geschweige denn an die Namen – wer die Opfer sind, weiß ich nicht“. Auch zwei australische Spender, die nach Bekanntwerden der Vorwürfe nach Osttimor reisten, geben an, dass Daschbach ihnen gegenüber den Missbrauch eingestanden habe. Daschbach wurde im April verhaftet. Der Generalstaatsanwalt fragte vor der Verhaftung beim Bistum Dili an, ob man Daschbach dort unter Arrest stellen könne. Gesundheitlich in gutem Zustand, wurde Daschbach aufgrund seines hohen Alters aus humanitären Gründen zunächst in der Residenz der SVD in Maliana untergebracht. Die SVD forderte von der Generalstaatsanwaltschaft, Daschbach habe schriftlich einen Antrag für eine Unterkunft  einzureichen. Außerdem sollte die Polizei für Sicherheit sorgen und der Beschuldigte keinen Kontakt mit den Opfern oder Zeugen haben. Keine der Bedingungen wurde erfüllt. Am 12. November verließ Daschbach Maliana und fuhr nach Oe-Cusse. Die SVD verständigte die Behörden und der ehemalige Priester wurde bei seiner Ankunft in Oe-Cusse verhaftet. Die SVD verweigerte nach diesen Erfahrungen Daschbach die Rückkehr nach Maliana. Er wurde nun in der Hauptstadt Dili außerhalb von kirchlichen Einrichtungen unter Hausarrest gestellt.
Die Kommission für Gerechtigkeit und Frieden der Erzdiözese Dili legte 2020 einen Bericht vor, in dem die Vorwürfe gegen Daschbach entkräftet wurden. Sie nannte auch die Namen der Opfer und behauptete, dass Nicht-Regierungsorganisationen und Unterstützer, die den Mädchen geholfen hatten, in organisiertes Verbrechen, Menschenhandel und Ausbeutung von Kindern verwickelt waren, indem sie sie medizinisch untersuchen ließen und sich des „Verbrechens der Justizmafia“ schuldig machten. Opferanwälte verklagten die Kirche wegen Verleumdung. Der Priester, der die Kommission geleitet hatte, wurde von Erzbischof Virgílio do Carmo da Silva entlassen. Am 6. November 2020 befand die Kongregation für die Glaubenslehre Daschbach des Missbrauchs von Minderjährigen für schuldig. Er wurde daher am 30. November aus der Gesellschaft des Göttlichen Wortes ausgeschlossen und als Priester entlassen. Die Steyler Missionare sollen den Opfern finanzielle Unterstützung angeboten haben, seien aber nach eigenen Aussagen an der mangelnden Kooperation derjenigen gescheitert, die jetzt das Kinderheim von Daschbach betreiben.
Für Aufsehen sorgte im Januar 2021 der Besuch des Freiheitshelden und ehemaligen Präsidenten Xanana Gusmão bei Daschbach im Hausarrest. Gusmão ergriff auch öffentlich Partei für den Ex-Priester und beschuldigte die Staatsanwaltschaft der „großen Illegalität, Unregelmäßigkeit und Unmoral“. In der Verleumdungsklage gegen die Kirche trat Gusmão als deren Zeuge auf und zweimal begleitete er Daschbach auf der 13-stündigen Fährfahrt von Dili nach Oe-Cusse zur Gerichtsverhandlung. Gusmãos australische Ex-Frau Kirsty Sword Gusmão und seine drei Söhne, die bei ihr leben, verfassten im Februar einen Brief an die Opfer, in dem sie ihre Enttäuschung über das Verhalten von Xanana Gusmão zum Ausdruck brachten. Sword Gusmão kritisierte auf Facebook die Behandlung der Opfer und ihrer Unterstützer. Zu den Unterstützern der Opfer gehört Fokupers (Kommunikationsforum für osttimoresische Frauen).
Nach dreimaligen Verzögerungen, auch wegen der COVID-19-Pandemie, wurde 2021 das Gerichtsverfahren gegen den nun 84-Jährigen eröffnet. Bereits vor Beginn der Verhandlung wurde der Ankläger zweimal ausgetauscht. Die Anklage lautete auf Missbrauch von Mädchen im Alter unter 14 Jahren in 14 Fällen zwischen 1991 und 2018, Besitz von Kinderpornographie in einem Fall und häusliche Gewalt. Die Höchststrafe beläuft sich auf 20 Jahre Gefängnis. Im Juli 2021 wurde Daschbach von der Kanzlei JUS Juridico Social Consultoria vorgeworfen, er habe der brasilianisch-portugiesischen Rechtsanwältin Barbara Oliveira mit der Ermordung durch seine Anhänger gedroht. Er soll die Drohung im Vorbeigehen im Gerichtssaal im Distriktsgericht von Oe-Cusse ausgesprochen haben. Die JUS vertrat die 17 Opfer in der Verhandlung. Über das Internet gab es bereits Einschüchterungsversuche gegen die Mädchen. Daschbach wurde schließlich wegen Missbrauchs von vier Mädchen im Dezember 2021 zu zwölf Jahren Gefängnis verurteilt. Der Anklagepunkt Kinderpornographie wurde fallen gelassen.